# AFC Ajax in het seizoen 2025/26 (vrouwen)
Het seizoen 2025/26 is het 14e jaar in het bestaan van de Amsterdamse vrouwenvoetbalclub AFC Ajax. De club komt uit in de Eredivisie en neemt ook deel aan het toernooi om de KNVB Beker. Door de derde plaats in het vorige voetbalseizoen heeft het team zich gekwalificeerd voor de kwalificaties van de Europa Cup.

## Selectie en technische staf

### Selectie
| Nr.             | Nat.               | Naam                   | Competitie  | Competitie  | Beker       | Beker       | Supercup    | Supercup    | Eredivisie Cup | Eredivisie Cup | Champions League | Champions League | Totaal      | Totaal      | Seizoen bij AFC Ajax | Vorige club  | Contract          |
| Nr.             | Nat.               | Naam                   | W           | Goal        | W           | Goal        | W           | Goal        | W              | Goal           | W                | Goal             | W           | Goal        | Seizoen bij AFC Ajax | Vorige club  | Contract          |
| Doelvrouwen     | Doelvrouwen        | Doelvrouwen            | Doelvrouwen | Doelvrouwen | Doelvrouwen | Doelvrouwen | Doelvrouwen | Doelvrouwen | Doelvrouwen    | Doelvrouwen    | Doelvrouwen      | Doelvrouwen      | Doelvrouwen | Doelvrouwen | Doelvrouwen          | Doelvrouwen  | Doelvrouwen       |
| --------------- | ------------------ | ---------------------- | ----------- | ----------- | ----------- | ----------- | ----------- | ----------- | -------------- | -------------- | ---------------- | ---------------- | ----------- | ----------- | -------------------- | ------------ | ----------------- |
| 1               | Vlag van Nederland | Regina van Eijk        | 0           | 0           | 0           | 0           | 0           | 0           | 0              | 0              | 0                | 0                | 0           | 0           | 5e                   | Jeugd        | 30 juni 2027      |
| 13              | Vlag van Nederland | Lois Niënhuis          | 0           | 0           | 0           | 0           | 0           | 0           | 0              | 0              | 0                | 0                | 0           | 0           | 2e                   | FC Twente    | 30 juni 2026      |
| 22              | Vlag van Nederland | Danae van der Vliet    | 0           | 0           | 0           | 0           | 0           | 0           | 0              | 0              | 0                | 0                | 0           | 0           | 1e                   | Jeugd        | 30 juni 2029      |
| Verdedigsters   |                    |                        |             |             |             |             |             |             |                |                |                  |                  |             |             |                      |              |                   |
| 3               | Vlag van Nederland | Daniëlle Noordermeer   | 0           | 0           | 0           | 0           | 0           | 0           | 0              | 0              | 0                | 0                | 0           | 0           | 1e                   | ADO Den Haag | 30 juni 2027      |
| 4               | Vlag van Nederland | Deau den Turk          | 0           | 0           | 0           | 0           | 0           | 0           | 0              | 0              | 0                | 0                | 0           | 0           | 2e                   | Jeugd        | 30 juni 2026      |
| 5               | Vlag van Nederland | Renee van Asten        | 0           | 0           | 0           | 0           | 0           | 0           | 0              | 0              | 0                | 0                | 0           | 0           | 1e                   | Jeugd        | 30 juni 2027      |
| 6               | Vlag van Nederland | Jonna van de Velde     | 0           | 0           | 0           | 0           | 0           | 0           | 0              | 0              | 0                | 0                | 0           | 0           | 6e                   | Jeugd        | 30 juni 2027      |
| 24              | Vlag van Nederland | Daliyah de Klonia      | 0           | 0           | 0           | 0           | 0           | 0           | 0              | 0              | 0                | 0                | 0           | 0           | 3e                   | Jeugd        | 30 juni 2027      |
| Middenveldsters |                    |                        |             |             |             |             |             |             |                |                |                  |                  |             |             |                      |              |                   |
| 8               | Vlag van Nederland | Sherida Spitse         | 0           | 0           | 0           | 0           | 0           | 0           | 0              | 0              | 0                | 0                | 0           | 0           | 6e                   | Valerenga IF | 30 juni 2027      |
| 12              | Vlag van Nederland | Jade van Hensbergen    | 0           | 0           | 0           | 0           | 0           | 0           | 0              | 0              | 0                | 0                | 0           | 0           | 2e                   | Jeugd        | 30 juni 2029      |
| 16              | Vlag van Nederland | Danique Noordman       | 0           | 0           | 0           | 0           | 0           | 0           | 0              | 0              | 0                | 0                | 0           | 0           | 3e                   | PEC Zwolle   | 30 juni 2026      |
| 18              | Vlag van Nederland | Louise van Oosten      | 0           | 0           | 0           | 0           | 0           | 0           | 0              | 0              | 0                | 0                | 0           | 0           | 1e                   | ADO Den Haag | 30 juni 2028      |
| 20              | Vlag van Nederland | Isa Colin              | 0           | 0           | 0           | 0           | 0           | 0           | 0              | 0              | 0                | 0                | 0           | 0           | 1e                   | AZ           | 30 juni 2028      |
| 21              | Vlag van Nederland | Nayomi Buikema         | 0           | 0           | 0           | 0           | 0           | 0           | 0              | 0              | 0                | 0                | 0           | 0           | 2e                   | Ajax         | 30 juni 2027      |
| 27              | Vlag van Nederland | Nurija van Schoonhoven | 0           | 0           | 0           | 0           | 0           | 0           | 0              | 0              | 0                | 0                | 0           | 0           | 1e                   | FC Utrecht   | 30 juni 2028      |
| Aanvalsters     |                    |                        |             |             |             |             |             |             |                |                |                  |                  |             |             |                      |              |                   |
| 7               | Vlag van Nederland | Ranneke Derks          | 0           | 0           | 0           | 0           | 0           | 0           | 0              | 0              | 0                | 0                | 0           | 0           | 1e                   | PSV          | 30 juni 2028      |
| 9               | Vlag van Nederland | Danique Tolhoek        | 0           | 0           | 0           | 0           | 0           | 0           | 0              | 0              | 0                | 0                | 0           | 0           | 3e                   | Jeugd        | 30 juni 2027      |
| 10              | Vlag van Nederland | Joëlle Smits           | 0           | 0           | 0           | 0           | 0           | 0           | 0              | 0              | 0                | 0                | 0           | 0           | 1e                   | PSV          | 30 juni 2027      |
| 11              | Vlag van Nederland | Bo van Egmond          | 0           | 0           | 0           | 0           | 0           | 0           | 0              | 0              | 0                | 0                | 0           | 0           | 2e                   | PEC Zwolle   | 30 juni 2029      |
| 17              | Vlag van Nederland | Ilayah Dostmohamed     | 0           | 0           | 0           | 0           | 0           | 0           | 0              | 0              | 0                | 0                | 0           | 0           | 1e                   | Jeugd        | 30 juni 2026      |
| 19              | Vlag van Nederland | Mirte van Koppen       | 0           | 0           | 0           | 0           | 0           | 0           | 0              | 0              | 0                | 0                | 0           | 0           | 1e                   | Jeugd        | 30 juni 2027 (+1) |
| 23              | Vlag van Nederland | Lotte Keukelaar        | 0           | 0           | 0           | 0           | 0           | 0           | 0              | 0              | 0                | 0                | 0           | 0           | 3e                   | Jeugd        | 30 juni 2027      |
| 26              | Vlag van Nederland | Xanne Kip              | 0           | 0           | 0           | 0           | 0           | 0           | 0              | 0              | 0                | 0                | 0           | 0           | 1e                   | Jeugd        | 30 juni 2028      |
| Nr.             | Nat.               | Naam                   | W           | Goal        | W           | Goal        | W           | Goal        | W              | Goal           | W                | Goal             | W           | Goal        | Seizoen bij AFC Ajax | Vorige club  | Contract          |
| Nr.             | Nat.               | Naam                   | Competitie  | Competitie  | Beker       | Beker       | Supercup    | Supercup    | Eredivisie Cup | Eredivisie Cup | Champions League | Champions League | Totaal      | Totaal      | Seizoen bij AFC Ajax | Vorige club  | Contract          |

### Legenda
| # | Reden                                          |
| - | ---------------------------------------------- |
|   | Heeft de club in het lopende seizoen verlaten. |

### Technische staf
| Naam            | Functie           |
| --------------- | ----------------- |
| Anouk Bruil     | Hoofdtrainer      |
| Sonny Silooy    | Assistent-trainer |
| Wim Bouckaert   | Skills-trainer    |
| Robbie Tetteroo | Keeperstrainer    |

## Transfers

### Zomer

#### Aangetrokken 2025/26
| Nat.               | Naam                   | Van          | Contract     | Bijzonderheden |
| ------------------ | ---------------------- | ------------ | ------------ | -------------- |
| Vlag van Nederland | Isa Colin              | AZ           | 30 juni 2028 |                |
| Vlag van Nederland | Ranneke Derks          | PSV          | 30 juni 2028 |                |
| Vlag van Nederland | Daniëlle Noordermeer   | ADO Den Haag | 30 juni 2027 |                |
| Vlag van Nederland | Louise van Oosten      | ADO Den Haag | 30 juni 2028 |                |
| Vlag van Nederland | Nurija van Schoonhoven | FC Utrecht   | 30 juni 2028 |                |
| Vlag van Nederland | Joëlle Smits           | PSV          | 30 juni 2027 |                |

#### Vertrokken 2025/26
| Nat.               | Naam               | Naar                  | Bijzonderheden |
| ------------------ | ------------------ | --------------------- | -------------- |
| Vlag van Nederland | Rosa van Gool      | Everton FC            |                |
| Vlag van Nederland | Tiny Hoekstra      |                       | Gestopt        |
| Vlag van Nederland | Bente Jansen       | Onbekend              |                |
| Vlag van Nederland | Inessa Kaagman     | Onbekend              |                |
| Vlag van Nederland | Isa Kardinaal      | London City Lionesses |                |
| Vlag van Nederland | Milicia Keijzer    | AC Milan              |                |
| Vlag van Nederland | Quinty Sabajo      | Onbekend              |                |
| Vlag van Nederland | Kay-lee de Sanders | AC Milan              |                |
| Vlag van Nederland | Roos van der Veen  | Onbekend              |                |
| Vlag van Nederland | Dionne van der Wal | HERA United           |                |

### Aangetrokken 2025/26
| Nat.               | Naam               | Contract     | Bijzonderheden |
| ------------------ | ------------------ | ------------ | -------------- |
| Vlag van Nederland | Renée van Asten    | 30 juni 2027 |                |
| Vlag van Nederland | Ilayah Dostmohamed | 30 juni 2026 |                |
| Vlag van Nederland | Xanne Kip          | 30 juni 2028 |                |
| Vlag van Nederland | Mirte van Koppen   | 30 juni 2027 |                |

#### Vertrokken 2025/26
| Nat. | Naam | Naar | Bijzonderheden |
| ---- | ---- | ---- | -------------- |
|      |      |      |                |

### Winter

#### Aangetrokken 2025/26
| Nat. | Naam | Van | Bijzonderheden |
| ---- | ---- | --- | -------------- |
|      |      |     |                |

#### Vertrokken 2025/26
| Nat. | Naam | Naar | Bijzonderheden |
| ---- | ---- | ---- | -------------- |
|      |      |      |                |

## Wedstrijdstatistieken

### Oefenwedstrijden
| Oefenwedstrijd 1                                                                     | Ajax                                                                               | 6 – 0 (3 – 0)    | VV Ter Leede                  | Opstelling Ajax |
| 12 juli 2025 Aanvangstijd: Onbekend Plaats: Amsterdam Sportpark De Toekomst          | Lotte Keukelaar Jonna van de Velde Danique Tolhoek Ilayah Dostmohamed Joëlle Smits | Wedstrijdverslag |                               | Onbekend |
| Oefenwedstrijd 2                                                                     | Bayer 04 Leverkusen                                                                | 1 – 0 (1 – 0)    | Ajax                          | Opstelling Ajax |
| 18 juli 2025 Aanvangstijd: 15.00 uur Plaats: Leverkusen Leistungzentrum Kurtenkotten | Vanessa Fudalla 67'                                                                | Wedstrijdverslag |                               | Niënhuis, Dostmohamed, Den Turk, Noordermeer, Van de Velde, Keukelaar, Colin, Noordman, Van Schoonhoven, Smits, Tolhoek Wissels: Van der Vliet, Van Asten, Derks, Van Egmond, Van Hensbergen, Van Koppen, Buikema, Kip                            |
| Oefenwedstrijd 3                                                                     | Oud-Heverlee Leuven                                                                | 1 – 1 (1 – 1)    | Ajax                          | Opstelling Ajax |
| 2 augustus 2025 Aanvangstijd: 15.00 uur Plaats: Leuven                               | Onbekend                                                                           | Wedstrijdverslag | Danique Tolhoek               | Van Eijk, De Klonia, Den Turk, Noordermeer, Van de Velde, Van Hensbergen, Buikema, Van Schoonhoven, Keukelaar, Van Koppen, Van Egmond Invalsters: Derks, Tolhoek, Smits, Niënhuis, Noordman, Dostmohamed, Colin, Van der Vliet, Kip               |
| Oefenwedstrijd 4                                                                     | Brighton & Hove Albion                                                             | 2 – 2 (1 – 0)    | Ajax                          | Opstelling Ajax |
| 8 augustus 2025 Aanvangstijd: 14.00 uur Plaats: Brighton Training Centre             | Fran Kirby pen' Kiko Seite                                                         | Wedstrijdverslag | Danique Tolhoek Ranneke Derks | Van Eijk, De Klonia, Noordermeer, Van de Velde, Van Egmond, Keukelaar, Colin, Noordman, Van Schoonhoven, Tolhoek, Smits Wisselspeelsters: Den Turk, Derks, Van Hensbergen, Niënhuis, Dostmohamed, Van Koppen, Buikema, Van der Vliet, Kip         |
| Oefenwedstrijd 5                                                                     | Ajax                                                                               | 1 – 1 (0 – 0)    | Chelsea FC                    | Opstelling Ajax |
| 17 augustus 2025 Aanvangstijd: 14.00 uur Plaats: Amsterdam Sportpark De Toekomst     | Danique Tolhoek 90+4'                                                              | Wedstrijdverslag | 70' Guro Reiten               | Van Eijk, De Klonia, Spitse, Noordermeer, Van de Velde, Colin, Smits, Van Schoonhoven, Keukelaar, Tolhoek, Van Egmond Wisselspeelsters: Niënhuis, Van der Vliet, Den Turk, Derks, Van Hensbergen, Noordman, Dostmohamed, Van Koppen, Buikema, Kip |
| Oefenwedstrijd 6                                                                     | Ajax                                                                               | – ( – )          | Paris Saint-Germain           | Opstelling Ajax |
| 30 augustus 2025 Aanvangstijd: nnb. Plaats: nnb.                                     |                                                                                    | Wedstrijdverslag |                               | |

### Eredivisie
|       | ADO Den Haag | AZ Alkmaar | Excelsior | Feyenoord | sc Heerenveen | Hera United / Telstar | NAC Breda | PEC Zwolle | PSV | FC Twente | FC Utrecht |
| ----- | ------------ | ---------- | --------- | --------- | ------------- | --------------------- | --------- | ---------- | --- | --------- | ---------- |
| Thuis | –            | –          | –         | –         | –             | –                     | –         | –          | –   | –         | –          |
| Uit   | –            | –          | –         | –         | –             | –                     | –         | –          | –   | –         | –          |

| Speelronde 1                                                                            | Ajax          | – ( – )          | ADO Den Haag  | Opstelling Ajax |
| 6 september 2025 Aanvangstijd: 14.00 uur Plaats: Amsterdam Sportpark De Toekomst        |               | Wedstrijdverslag |               |                 |
| Speelronde 2                                                                            | Feyenoord     | – ( – )          | Ajax          | Opstelling Ajax |
| 21 september 2025 Aanvangstijd: 12.15 uur Plaats: Rotterdam Sportcomplex Varkenoord     |               | Wedstrijdverslag |               |                 |
| Speelronde 3                                                                            | AZ            | – ( – )          | Ajax          | Opstelling Ajax |
| 28 september 2025 Aanvangstijd: 12.15 uur Plaats: Wijdewormer AFAS Trainingscomplex     |               | Wedstrijdverslag |               |                 |
| Speelronde 4                                                                            | Ajax          | – ( – )          | sc Heerenveen | Opstelling Ajax |
| 4 oktober 2025 Aanvangstijd: 14.00 uur Plaats: Amsterdam Sportpark De Toekomst          |               | Wedstrijdverslag |               |                 |
| Speelronde 5                                                                            | Ajax          | – ( – )          | Excelsior     | Opstelling Ajax |
| 11 oktober 2025 Aanvangstijd: 14.00 uur Plaats: Amsterdam Sportpark De Toekomst         |               | Wedstrijdverslag |               |                 |
| Speelronde 6                                                                            | Telstar       | – ( – )          | Ajax          | Opstelling Ajax |
| 2 november 2025 Aanvangstijd: 12.15 uur Plaats: Velsen-Zuid 711 Stadion                 |               | Wedstrijdverslag |               |                 |
| Speelronde 7                                                                            | Ajax          | – ( – )          | PSV           | Opstelling Ajax |
| 8 november 2025 Aanvangstijd: 14.00 uur Plaats: Amsterdam Sportpark De Toekomst         |               | Wedstrijdverslag |               |                 |
| Speelronde 8                                                                            | PEC Zwolls    | – ( – )          | Ajax          | Opstelling Ajax |
| 23 november 2025 Aanvangstijd: 16.45 uur Plaats: Zwolle MAC³PARK stadion                |               | Wedstrijdverslag |               |                 |
| Speelronde 9                                                                            | Ajax          | – ( – )          | FC Utrecht    | Opstelling Ajax |
| 6 december 2025 Aanvangstijd: 14.00 uur Plaats: Amsterdam Sportpark De Toekomst         |               | Wedstrijdverslag |               |                 |
| Speelronde 10                                                                           | Ajax          | – ( – )          | NAC Breda     | Opstelling Ajax |
| 21 december 2025 Aanvangstijd: 16.45 uur Plaats: Amsterdam Sportpark De Toekomst        |               | Wedstrijdverslag |               |                 |
| Speelronde 11                                                                           | FC Twente     | – ( – )          | Ajax          | Opstelling Ajax |
| 17-18 januari 2026 Aanvangstijd: n.t.b. Plaats: Enschede Sportpark Schreurserve         |               | Wedstrijdverslag |               |                 |
| Speelronde 12                                                                           | ADO Den Haag  | – ( – )          | Ajax          | Opstelling Ajax |
| 24-25 januari 2026 Aanvangstijd: n.t.b. Plaats: Den Haag Bingoal Stadion                |               | Wedstrijdverslag |               |                 |
| Speelronde 13                                                                           | Ajax          | – ( – )          | Telstar       | Opstelling Ajax |
| 31 januari-1 februari 2026 Aanvangstijd: n.t.b. Plaats: Amsterdam Sportpark De Toekomst |               | Wedstrijdverslag |               |                 |
| Speelronde 14                                                                           | NAC Breda     | – ( – )          | Ajax          | Opstelling Ajax |
| 7-14-15 februari 2026 Aanvangstijd: n.t.b. Plaats: Breda Sportpark Heksenwiel           |               | Wedstrijdverslag |               |                 |
| Speelronde 15                                                                           | Ajax          | – ( – )          | FC Twente     | Opstelling Ajax |
| 21-22 februari 2026 Aanvangstijd: n.t.b. Plaats: Amsterdam Sportpark De Toekomst        |               | Wedstrijdverslag |               |                 |
| Speelronde 16                                                                           | FC Utrecht    | – ( – )          | Ajax          | Opstelling Ajax |
| 14-15 maart 2026 Aanvangstijd: n.t.b. Plaats: Utrecht Sportcomplex Zoudenbalch          |               | Wedstrijdverslag |               |                 |
| Speelronde 17                                                                           | Ajax          | – ( – )          | PEC Zwolle    | Opstelling Ajax |
| 21-28-29 maart 2025 Aanvangstijd: n.t.b. Plaats: Amsterdam Sportpark De Toekomst        |               | Wedstrijdverslag |               |                 |
| Speelronde 18                                                                           | PSV           | – ( – )          | Ajax          | Opstelling Ajax |
| 4-5 april 2026 Aanvangstijd: n.t.b. Plaats: Eindhoven PSV Campus De Herdgang            |               | Wedstrijdverslag |               |                 |
| Speelronde 19                                                                           | Ajax          | – ( – )          | Feyenoord     | Opstelling Ajax |
| 25-26 april 2025 Aanvangstijd: n.t.b. Plaats: Amsterdam Sportpark De Toekomst           |               | Wedstrijdverslag |               |                 |
| Speelronde 20                                                                           | Excelsior     | – ( – )          | Ajax          | Opstelling Ajax |
| 2-3 mei 2025 Aanvangstijd: n.t.b. Plaats: Rotterdam Stadion Woudestein                  |               | Wedstrijdverslag |               |                 |
| Speelronde 21                                                                           | Ajax          | – ( – )          | AZ            | Opstelling Ajax |
| 8 mei 2025 Aanvangstijd: 20.00 uur Plaats: Amsterdam Sportpark De Toekomst              |               | Wedstrijdverslag |               |                 |
| Speelronde 22                                                                           | sc Heerenveen | – ( – )          | Ajax          | Opstelling Ajax |
| 22 mei 2025 Aanvangstijd: 20.00 uur Plaats: Heerenveen Sportpark Skoatterwald           |               | Wedstrijdverslag |               |                 |

## Statistieken Ajax 2025/2026

### Tussenstand Ajax in de Nederlandse Eredivisie Vrouwen 2025 / 2026
| Stand | Gespeeld | Gewonnen | Gelijk | Verloren | Punten | Doelpunten voor | Doelpunten tegen | Gele kaarten | Rode kaarten |
| ----- | -------- | -------- | ------ | -------- | ------ | --------------- | ---------------- | ------------ | ------------ |
|       |          |          |        |          |        |                 |                  |              |              |

### Topscorers
| #              | Naam   | Goal |
| -------------- | ------ | ---- |
| 1.             |        |      |
| Eigen doelpunt |        |      |
| 1.             |        |      |
| Totaal         | Totaal | 0    |

| #      | Naam   | Goal |
| ------ | ------ | ---- |
| 1.     |        |      |
| Totaal | Totaal | 0    |

| #      | Naam   | Goal |
| ------ | ------ | ---- |
| 1.     |        |      |
| Totaal | Totaal | 0    |

| #      | Naam   | Goal |
| ------ | ------ | ---- |
| 1.     |        |      |
| Totaal | Totaal | 0    |

| #      | Naam               | Goal |
| ------ | ------------------ | ---- |
| 1.     | Danique Tolhoek    | 4    |
| 2.     | Jonna van de Velde | 2    |
| 3.     | Ranneke Derks      | 1    |
| 3.     | Ilayah Dostmohamed | 1    |
| 3.     | Lotte Keukelaar    | 1    |
| 3.     | Joëlle Smits       | 1    |
| Totaal | Totaal             | 10   |

### Kaarten
| #      | Naam   | Kreeg geel |
| ------ | ------ | ---------- |
| 1.     |        |            |
| Totaal | Totaal | 0          |

| #      | Naam   | Kreeg voor de tweede keer geel en dus rood |
| ------ | ------ | ------------------------------------------ |
| –      |        | 0                                          |
| Totaal | Totaal | 0                                          |

| #      | Naam   | Weggestuurd |
| ------ | ------ | ----------- |
| 1.     |        |             |
| Totaal | Totaal | '           |